# Бланкенбах
Бланкенбах (њем. Blankenbach) општина је у њемачкој савезној држави Баварска. Једно је од 32 општинска средишта округа Ашафенбург. Према процјени из 2010. у општини је живјело 1.602 становника. Посједује регионалну шифру (AGS) 9671113.

## Географски и демографски подаци
Бланкенбах се налази у савезној држави Баварска у округу Ашафенбург. Општина се налази на надморској висини од 190 метара. Површина општине износи 4,0 km².

## Становништво
У самом мјесту је, према процјени из 2010. године, живјело 1.602 становника. Просјечна густина становништва износи 406 становника/km².